# José Manuel Saá Rodríguez
José Manuel Saá Rodríguez   (Lugo, 1948) és un químic orgànic gallec.
Saá es llicencià en ciències químiques el 1970 a la Universitat de Santiago de Compostel·la i s'hi doctorà el 1973 amb la tesi Alcaloides de "Banisteriopsis Inebrians Morton" y Síntesis de Coruñina, dirigida pel químic mallorquí Ignasi Ribas i Marquès. Fou professor de la Universitat de Santiago de Compostel·la el curs 1970-71 i de la Universitat de Bilbao el curs 1972-73. Entre 1974 i 1976 amplià estudis a la Universitat de Pennsilvània i retornà a la Universitat de Santiago d'on fou professor entre 1976 i 1981, any en què es traslladà a la Universitat de les Illes Balears. El 1984 obtingué la càtedra de química orgànica a la mateixa universitat. Ha estat vicedegà de la Facultat de Ciències entre el 1983 i el 1985 i president del Consell d'Estudis Químics d'aquesta universitat (1987-1990).
La seva línia de recerca s'ha centrat en l'estudi d'alcaloides i dels composts organometàl·lics, i en la síntesi i metodologia sintètica de productes naturals i productes de potencial ús farmacèutic. Ha col·laborat a les revistes The Journal of Organic Chemistry, Journal of the American Chemical Society, Tetrahedron Letters, Synthesis, Chemsitry Letters i Heterocycles. És membre de la Reial Societat Espanyola de Química i president de la seva secció territorial, de la Societat Química Americana, de la Royal Society of Chemistry i de la Japan Chemical Society.